# Moranopteris truncicola
Moranopteris truncicola är en stensöteväxtart som först beskrevs av Kl., och fick sitt nu gällande namn av R.Y.Hirai och J.Prado. Moranopteris truncicola ingår i släktet Moranopteris och familjen Polypodiaceae. Inga underarter finns listade.